# 문화방송에 대한 비판
본 문서는 대한민국의 지상파 방송국 중 하나인 문화방송(MBC)에 대한 비판이다.

## 왜곡·편파 보도
12.3 계엄 이후 보도
"국민과 함께 싸우겠다"를 "국민과 싸우겠다"로 자막을 편집하여 입법독제에 항거가 아닌 국민을 적으로 오인하게, 악마의 편집 보도.
친독재·친군부 보도
12·12 군사 반란 및 5·18 광주 민주화 운동에서 학살을 자행한 신군부와 전두환 정권에 대해 찬양하는 기사와 여러 상납을 일삼았다는 주장이 있다.
- 12.12 군사 반란이 일어난 지 불과 일주일 후, MBC는 전두환의 보안사령부 위문공연을 마련했다. 인기 연예인을 동원해 쿠데타 세력 위문공연을 펼친 MBC는 전두환 사령관으로부터 감사패를 받았다.
- 전두환 대통령의 51회 생일 축하 파티는 MBC가 찍고 편집 제작했으며 이를 정권에게 바쳤다.
- 해외 순방 중계 영상과 대통령 찬양 특집 프로그램을 별도의 테잎으로 특별 제작해 상납했다.
- 전두환 대통령에 대해서 “그는 부식돼 가는 돌더미를 정확하고 거침없이 도려냈으며”, “우리는 케냐에서 라스팔마스 어느 신작로위에서 우리가 타고 가는 버스를 염려하는 대통령을 뒷날 뉴스에서 보았다.”, “오늘 세계인들은 확신의 지도자가 없음 에 궁핍을 느낀다. 그러나 우리는 그 확신의 지도자 가짐으로 해서 소망의 새해 기다릴 수가 있다.” 등의 찬양성 다큐멘터리를 보내기도 했다.

### 한나라당에 대한 보도
- 2004년 4월, 17대 총선을 앞두고 《신강균의 뉴스 서비스 사실은》이 색깔론을 주제로 다루면서 문화방송 측은 “열린우리당 김근태 의원과 관련해서 논평 내신 것에 대해 일부에서는 색깔론이 아니냐는 지적도 있는데···”라는 질문에 대해 전여옥 의원에게 두 차례 “전 그런 얘기 안 듣고 싶어요” 라고 말한 뒤 전화를 끊는 장면을 방송했다. 이에 대해 당사자인 전여옥 측은 인터뷰를 한 적이 없을 뿐만 아니라 악의적인 의도를 갖고 전화 인터뷰를 조작한 것은 아닌지 의혹을 가지고 있다고 주장했다.[3] 결국 문화방송 측은 논란과 관련해 4월 12일 보도제작국장과 책임프로듀서(CP)를 교체하고 《MBC 뉴스데스크》에서 대국민 사과 방송을 했다.[4]
- 2004년 5월 6일, 《MBC 뉴스데스크》 정당 지지도의 자체 여론조사 결과를 발표하는 시각자료로 제시된 막대그래프에서 한나라당의 열린우리당에 대한 지지도 우세가 실제 조사수치보다 적게, 민노당에 대한 열린우리당의 우세는 실제보다 크게 나타난 것으로 드러났다.[5] 이에 대해 한나라당은 자칫 잘못하다간 의도된 조작이 아니냐하는 오해를 불러일으킬 수 있다고 주장했다.[6]

### 인물에 대한 보도
- 2004년 3월 26일, 《신강균의 뉴스 서비스 사실은》에서 노무현 대통령 탄핵 보수단체 집회 사회자 송만기가 권양숙의 학력을 비하하는 내용의 방송을 했다. 그러나 실제 정치 시즌을 맞아 야당 집회에서 탄핵 하루전인 3월 11일의 대통령 기지회견 내용을 비난하면서 그 비유로 대통령 영부인 학력을 지적한 것이지만 실제 방송에선 국모 자격 운운 부분과 욕설을 주고 받는 장면만 전파를 타서 논란이 일어났다. 이에 대해 일부 언론은 본질을 외면한 MBC의 편집방송이 네티즌들을 선동했다는 의구심이 든다고 주장했다.[7]
- 《PD수첩》에서는 꽃동네 오웅진 신부가 후원금과 국가보조금을 횡령했다는 의혹 방송을 하였다.[8] 그러나 대법원은 "오 신부가 꽃동네의 자금을 횡령했다고 인정할 증거가 없고, 국가보조금도 개인이 아닌 꽃동네 운영을 위해 사용한 점이 인정된다."며 무죄를 선고했다.[9]

### 여론조사
- 미디어 관련법에 대한 MBC의 여론조사에 대해 신문과 대기업의 지상파 방송 진출에 대한 의견을 묻는 질문의 경우 답변 내용이 왜곡돼 있다는 지적이 있다. 즉 질문은 대기업과 대형 신문사로 해 놓고 답에선 일반 국민에게는 부정적인 이미지가 많은 단어인 재벌과 권력으로 규정지어 반대 답변을 유도했다는 것이다. 이에 대해 김규철 이사는 “결과적으로 법 개정 내용을 잘 모르는 국민들이 정서적으로 반대하게끔 유도한 셈”이라고 말했다.[10]

### 탄핵 관련
- 노무현 대통령 탄핵 찬성 집회를 보도하면서 MBC ‘신강균의 뉴스서비스 사실은…’. 당시 방송은 노무현 전 대통령의 탄핵을 지지하는 집회에서 사회자인 송만기 씨가 “고등학교도 안 나온 여자가 국모 자격이 있냐”라고 권양숙 여사를 인신공격하는 장면을 내보냈으나 방송이 송씨의 발언을 잘라 편집하고 송씨가 청중의 욕설에 맞장구치는 장면만을 절묘하게 이어 붙인 것이 드러나 물의를 빚었다.[11] 진중권 교수는 "방송이 악의적인 의도를 가지고 편집했다"라고 비난했다.[12] 송만기는 허위보도로 인해 피해를 입었다며 소송을 냈고 법원으로부터 MBC는 송만기씨에게 1000만원을 배상하라는 판결을 받았다.[13]
- 2004년 탄핵 정국에서 MBC는 탄핵을 반대하는 제목을 83개, 탄핵을 지지하는 제목은 3개를 내보냈다. 이런 보도 행태는 한국언론학회로부터 ‘아무리 느슨한 규정을 적용해도 편파적’이라는 비판을 받았었다.[14]

### 광우병 보도
2008년 PD수첩은 미국산소고기의 위험성에 대한 보도를 하면서 'dairy cow→젖소'를 '이런 소'로 번역하고 CJD(크로이츠벨트 야코프병)를 vCJD(변종 크로이츠벨트 야코프병, 인간광우병)으로 임의로 고쳐 표기하였으며 수입협상에서 SRM부위가 변경된 부분을 누락시키는 등의 허위보도를 했다는 지적이 있다. 이에 대해 미국 질병통제예방센터는 아레사 빈슨의 사망원인에서 인간광우병(vCJD)의 존재 가능성을 배제했다”며 사망 원인이 인간광우병에 의한 것이 아니라는 결론을 내렸다. PD수첩은 후속방송에서 이를 정정해야 했다.
당시 번역을 맡았던 정지민씨는 자신의 번역을 변질시키고 왜곡했다며 “소위 ‘다우너’소에 대해 광우병을 직접 연결시키는 것은 왜곡이라고 지적했지만 무시당했고, 자신의 번역을 변질시켰다고 지적했다. 특히 제작진이 정치적 의도를 가지고 편집을 했다는 부분을 암시하는 이메일이 공개되면서 논란이 일었다. 진보논객인 진중권씨도 PD수첩의 광우병 보도에 문제가 있다고 시인했다. 2008년 7월 20일 법원은 PD수첩에 "PD수첩은 잘못된 광우병 보도 내용에 대해 정정 보도를 하라"고 판결했다.
재판부는 미국인 아레사 빈슨의 사망원인을 다룬 방송에 대해서도 "인간광우병으로 사망하거나 사망했을 가능성이 크다는 부분은 허위"라고 판단했다. 또 "동영상 속 주저앉은 소들이 광우병에 걸렸거나 걸렸을 가능성이 크다는 부분은 허위"라고 지적했다. 또한 특정 유전자형과 인간광우병 발병 가능성에 대해 "한국인의 약 94%가 MM형 유전자를 가졌다고 인간광우병이 발병할 확률이 약 94%에 이른다고 볼 수 없다"라고 밝혔다.
그러나 2010년 1월 20일 검찰이 협상단 등에 대한 명예훼손 혐의로 PD수첩 제작진들을 기소한 사건에 대해 법원은 PD수첩 제작진들 전원에게 무죄 판결을 내렸으며 법원은 판결에서 다우너 소, 아레사 빈슨 허위 번역, 명예훼손, 업무방해 등의 모든 혐의를 부정했으며, "PD수첩의 'SRM 수입' 보도 판결에 대해서도 '허위 보도가 아니다'라고 판결을 내렸다.
또한 2010년 1월 26일 보수단체가 MBC PD수첩을 상대로 제기한 사과방송·정정보도·손해배상청구 관련 민사소송에서 PD수첩 제작진의 승소 판결을 내렸다.
2010년 12월 3일 검찰의 항소로 진행된 2심 공판에서 법원은 PD수첩의 방송보도가 상당수 허위였다고 판결했다. 재판부가 허위사실로 판단한 방송 내용은 ‘다우너 소’(주저앉는 소)가 광우병에 걸렸다는 부분, 미국인 아레사 빈슨의 사망 원인이 광우병이란 부분, 한국인의 MM형 유전자가 광우병 발병 등이다. 하지만 명예를 훼손하거나 업무를 방해하려는 고의가 있었다고 보긴 어렵고 언론의 자유를 폭넓게 보장한 우리 헌법에 비춰볼 때 형사처벌 대상이 아니다”라고 판단했다.

### 아이티 지진, 도미니카 공화국 주재 대사 보도
2010년 1월 28일 MBC 뉴스에서 아이티 지진과 관련하여 외교관들의 아이티 호화 생활과 구조대원들의 열악한 근무 환경에 대한 보도를 하였다. 이 보도에서 119구조대원들이 텐트에서 잠을자고 5~6일동안 씻지 못한다는 것과, 이러한 열악한 상황 속에서도 외교관 숙소에는 맥주가 쌓여 있다는 부분이 있었다. 그러면서 강성주 도미니카 공화국 주재 대한민국 대사가 "스스로 여기(아이티)에서 식사 문제라든지 자기 모든 개인적인 문제를 해결할 수 있는 분들만 와줬으면 좋겠다"라고 한 발언에 대해 "현지의 우리 대사는 이렇게 구조대가 오는 게 영 탐탁지 않다는 반응입니다"라는 해설을 통해 외교부를 비판했다. 그러나 이성규 PD는 독설닷컴에 올린 글을 통해 "뭔가 이상하다"며 앞뒤를 잘라내어 편의적으로 구성한 것이라고 의혹을 제기했다. 결국 이 보도는 아이티에서 구조활동을 벌인 한 119구조대원이 직접 글을 올려 사실이 아님이 드러났다. 이 대원은 "하루만 샤워를 한 것이 아니라 하루만 샤워를 못한 것이고 대사관에 있던 맥주도 대사관에서 휴식시간에 구조대원과 봉사단원들에게 나눠줬다" 라고 증언했다. 또한 누리꾼들에 의해 에콰도르 구조대와의 영어 인터뷰 내용을 오역한 사실과 함께 강성주 대사의 발언을 보도한 앵글이 편집되었다는 점을 들어 논란이 되었다. 결국 MBC는 자체 조사한 결과 이 발언은 구조대원을 의식해서 말 한 것이 아니며, UN사무총장 특별대표와의 면담 결과를 전하는 내용인 것으로 밝혀졌다며 MBC는 결국 이러한 보도에 대한 진상조사와 해명을 담은 사과 및 정정보도를 하였다.
그러나 일부 네티즌은 사과 내용이 불충분하며 입장 표명에 불과하다고 주장했다.

### 민간인 사찰
- 2010년 7월 PD수첩 '대한민국 정부는 왜 나를 사찰했나'편에서 PD수첩측이 화면을 조작했다는 주장이 있었다. 총리실의 민간인 불법사찰 의혹을 고발한 이날 방송에서 'PD수첩'은 사찰대상자로 지목된 김종익씨를 '평범한 은행원 출신의 사업가'라고 소개했다. 그가 등장하는 장면에서 뒤쪽 책장이 흐리게 처리되었다. 그 책장에는 '한국 민중사', '현대 북한의 이해', '김일성과 민주항쟁', '조선노동당 연구', '혁명의 연구', '사회주의 개혁과 한반도' '국가보안법 연구' 등이 책이 있었는데 카메라가 회전하는 장면에서 노출되었다. 이에 대해 "김씨 집에서 진행된 인터뷰 장면에 김씨 책장에 꽂힌 책이 나오는데, 제작진이 책 제목을 감추기 위해 고의적으로 모자이크 처리를 한 흔적이 보인다"라고 비판되었다.[28] 그러나 뒤에 꽂힌 책들은 비판의 대상이 될 수 없으며, 모자이크도 증거나 목적이 매우 모호하기 때문에 비판의 한계가 있다는 지적이 있었다. 일부 언론은 뉴데일리, 조선일보, 동아일보 등이 사건의 본질을 흐리고 색깔론을 전개한다는 반론도 제기했다.[29][30]

### 기타
- 2008년 봄 광우병 사태가 터진 후 촛불시위대의 입장을 옹호하는 제목과 정부측 입장을 옹호하는 제목의 비율은 81.2% 대 18.8%의 비율로 나타났다. 이에 대해 “공영방송의 주인은 국민”이라며 “현재의 방송인들이 앞장서서 편파방송의 문제를 해결하지 않는다면 국민에 의해 해고될 것”이라고 밝혔다.[31]
- 미디어 관련법이 여론 독과점을 부추길 수 있다는 MBC의 주장에 대해 메이저 신문 3사는 지표당 평균 12% 정도의 점유율을 보였지만 방송 3사를 합치면 여론지배력 50%이 넘는다면서 반대론에서 제기하는 여론 독점의 문제는 기실 소수의 TV 방송사에 제기되는 게 타당하다고 분석했다. 또한 노무현 대통령 탄핵 정국의 편파 보도, 광우병 왜곡 보도 논란 등을 사례로 들며 “국민의 감성·판단·여론을 좌지우지하는 TV 방송사들이야말로 우리 사회 최고의 권력”이라며 “소유 제한 완화로 경쟁력 있는 사업자들이 진입하면 기존 지상파 방송의 과도한 여론 지배력이 완화되는 효과를 기대할 수 있을 것”이라고 지적했다.[32]
- 문화방송 내부 부장급 이상 간부들을 대상으로 한 조사에서 응답자의 46%는 현재의 MBC는 불공정하다고 평가했다. 뉴스데스크의 저조한 시청률과 관련해서는 70%가 신뢰성 상실을 원인으로 꼽았다. 또한 설문 과정에서 회사의 압력이 행사되었다는 지적이 있다.[33]
- 공정언론시민연대의 조사 결과 지상파 3사 중 MBC 뉴스데스크가 가장 편파적인 것으로 나타났다고 밝혔다. 특히 미디어 관련법 보도 과정에서 한나라당과 민주당이 첨예하게 대립하는 상황이었지만 MBC 뉴스데스크 기사 제목에서 한나라당에 유리한 것은 한 건도 없었고, 민주당에 유리한 제목은 10건에 달했다고 공언련은 밝혔다.[34]
- MBC 뉴스데스크는 인터뷰 전개에서 편파적인 것으로 분석됐다. “1차 파업에 비해 찬성 측의 인터뷰가 다소 늘었으나 찬성 측 인터뷰 뒤에 곧 기자나 반대 입장 전문가의 반박이 이어지는 편집을 했다”라고 말했다.[35] 공언련은 "양적으로는 '1대1'로 공정해 보이지만 사실은 박 대표의 인터뷰 내용은 뒤에 나오는 '반박' 인터뷰의 논리 전개를 위한 재료로 사용됐을뿐"이라고 지적했다.[34]
- 광우병 논란 보도에 대해 68%가 촛불시위대에 유리한 제목을 달았던 것으로 분석됐다. 반면, 정부 측 입장을 전한 제목은 16%로 비중이 낮았다는 지적이 있다. 또한 MBC 뉴스데스크는 전체 852건의 인터뷰 중 545건(64%)이 촛불 시위 세력에 유리한 인터뷰였고 반면, 정부 측을 대변하는 인터뷰는 MBC는 221건(25.9%)으로 절반에도 미치지 못했다며 뉴스의 양이나 보도 주제, 뉴스의 제목, 인터뷰 선택, 앵커 멘트 등을 분석한 결과, 이들 방송 뉴스에서 공정성을 찾아보기 힘들었다고 지적했다.[36]
- 미디어 관련법에 대한 문화방송의 파업 과정에서 뉴스 프로그램은 물론 시사 교양 프로그램을 통해 자신들의 입장을 전달하는 방송을 잇따라 내보내고 있다. 또 노조의 총파업으로 정규 방송에 차질을 빚고 있는 상황에서도, 언론법 관련 뉴스·프로그램 제작에는 노조원들이 직접 참여해 ‘자기 밥그릇 지키기’에 급급한 것 아니냐는 비판이 나오고 있다. 장영수 고려대 법대 교수는 “지금 현재 파업 당사자로서 파업의 이슈가 됐었던 사항을 보도하는 데 직접 관여하고 있다면 편파적으로 흐를 우려가 없지 않다”라고 지적했다.[37]
- MBC 파업이 진행 중이던 2012년 5월 17일, MBC 뉴스데스크에서는 기존 진행자인 권재홍 앵커 대신 정연국 앵커가 나왔는데, 첫소식에서 "뉴스데스크 진행을 맡아오던 권재홍 보도본부장이 노조와의 충돌로 인해 부상을 당했다. 이에 앵커직을 잠정 중단한다."라고 밝혔다. 이에 MBC 노조는 "권재홍 보도본부장이 노조 측과의 충돌로 인해 부상을 입은 것이 아니다. 지난 16일 권재홍 보도본부장의 퇴근과 기자회의 면담 요구 과정의 전체를 동영상으로 촬영했다. 이를 모두 공개하겠다."라고 주장하였다.[38]
- 《미디어오늘》은 2014년 5월 25일에 박상후 MBC 전국부장이 극우 성향의 웹사이트 일베저장소에 게재된 글과 동일한 글을 MBC 사내 게시판에 게재했고 '녹차 티백'과 같이 일베저장소에서 자주 사용되는 용어를 MBC 뉴스 원고에 사용했다고 보도했다.[39] 또한 박상후 MBC 전국부장이 《한겨레21》에 MBC의 세월호 침몰 사고와 관련된 보도 행위를 반성하는 글을 게재한 MBC 기자의 행동에 대해 "MBC 기자가 지방선거를 앞둔 상황에서 세월호 침몰 사고를 '국민의 뜻', '참회', '사죄', '보도 참사'라고 표현하는 것을 이해할 수가 없으며 이런 기자들이 MBC 보도국에 있는 것 자체가 '보도 참사'이다."라고 조롱하는 한편 "꿈에서 가위눌림 현상을 느낀 MBC 보도국 기자의 행동은 없는 사실을 소설로 써서 유포시키는 찌라시보다도 못하다."고 비난했다고 지적했다. 미디어오늘은 MBC 기자들이 박상후 MBC 전국부장의 발언에 대해 "대응하는 것조차 아깝다."고 지적했다고 보도했다.[40] 미디어오늘은 2014년 5월 30일에 게재된 기사를 통해 당시 여당이었던 새누리당의 추천을 통해 임명된 차기환 방송문화진흥회 이사가 일베저장소에 게재된 글을 리트윗하여 제6회 전국동시지방선거에서 새정치민주연합(현재의 더불어민주당의 전신) 후보로 출마한 박원순 서울특별시장을 공격하는 활동을 전개했다고 지적했다.[41]
- 박상후 MBC 시사제작국 부국장은 2017년 8월 28일에 MBC 사내 게시판에 《JEDEM DAS SEINE》(예뎀 다스 자이네)라는 제목의 글을 게재했다. 독일어로 '각자 자기 방식대로' 또는 '자업자득'이라는 뜻을 가진 이 제목은 나치 독일의 국가사회주의 독일 노동자당(나치당)이 사용했던 구호 가운데 하나로서 부헨발트 강제 수용소 입구에 부착된 문구이기도 하다. MBC 사내에서는 박상후 MBC 시사제작국 부국장이 《PD수첩》의 2008년 대한민국 미국산 쇠고기 수입 협상 논란과 관련된 보도를 조롱하고 노골적인 증오 표현을 사용했다고 지적했다.[42] MBC 기자협회는 2017년 8월 28일에 박상후가 MBC 전국부장으로 재직 중이던 2014년 6월에 서울 용산구 이태원의 회식 자리에서 자신의 고향이 전라남도 순천시라고 밝힌 카메라 기자를 "너 홍어였네?"라고 조롱했다고 폭로했다. MBC 기자협회는 '홍어'가 일베저장소에서 전라도를 폄하하는 표현이라고 지적했다.[43]

## 오보
- 2005년 8월 16일, 《MBC 뉴스데스크》는 "2차 세계 대전 당시 생체실험으로 악명 높았던 일본군 731 부대에서 자행된 생체실험 장면이 입수됐다"면서 동상실험 장면, 살아 있는 사람으로부터 장기를 분리하는 장면 등을 방송했다. 그러나 상당 부분이 영화 《흑태양 731》 속의 장면인 것으로 밝혀졌으며 방송 후 MBC 홈페이지에는 영화를 본 시청자들의 항의가 이어졌다. 이에 MBC는 8월 16일 진위가 확인되지 않은 상태에서 보도한 점 시청자 여러분께 사과드린다고 밝혔다.[44]
- 2006년 5월 28일 《MBC 뉴스데스크》 서울지방경찰청 연금매장에서 카드깡이 조직적으로 이뤄지고 있다는 보도 내용 중 이를 입증하기 위해 당시 경찰 내부제보자로 내보낸 사람은 경찰이 아니었으며, 보도에 나온 익명의 취재원 이 모씨와 같은 사람인 것으로 확인 됐다고 밝혀졌다. 그러나 문화방송은 “자체적으로 진상조사를 하고 있지만 기자 나름대로 그렇게 인터뷰를 할 수밖에 없었다는 근거가 있었던 것으로 안다”라고 해명했다.[45] 결국 녹취 조작 용의자가 경찰에 체포되면서 해당 기자에게 감봉 3개월, 담당부장 근신, 국장 주의 등의 징계를 내렸다.[46]

## 선정성 및 폭력성, 잔인성 시비 문제
- 2002년 8월 1일, 아동학대 상담센터에서 폭력적인 성향을 가진 사람들이 무방비로 노출되어 있다는 기사를 보도하는 과정에서 MBC는 살인이 이루어지는 장면을 여과없이 보도하여 크게 비판을 받았다. 해당 장면은 모자이크 처리를 했지만 범인이 흉기를 휘두르며 난동을 부리는 상황이 적나라하게 보도되었으며 관련 시청자 게시판에는 항의글이 빗발쳤고, 결국 MBC는 방송통신위원회의 징계를 받고 사과문을 올렸다.[47][48]
- 2005년 9월 21일, 《MBC 뉴스데스크》는 무단 횡단으로 인해 교통 사고가 만연하고 있다는 ‘교차로 충돌 화면-신호무시 참극’ 제하의 중국발 특파원 보도에서 안방에서 시청하기에는 충격적인 중국 정부가 공개한 교통사고 장면을 여과없이 내보냈고 보도가 진행되는 동안 이를 반복적으로 방송하면서 시청자들의 질타가 이어졌다.[49]
- 최근 3년간 심의 제재건수를 볼때 MBC가 민영 SBS보다 제재건수와 평가도 면에서 뒤떨어짐이 드러났다. 제재의 상당 부분이 '상업성'과 관련된 것이라는 점도 도마에 올랐다.[50] 대기업의 지상파 진출시 선정성, 상업성이 더욱 심해지는 것 아니냐는 문화방송의 지적 또한 방송심의제재 건수를 보면 대기업 계열 방송인 CJ미디어 96건, 온미디어 37건이며, 이는 MBC(113건), KBS(97건) 등 보다 적은 수준이었다고 주장했다.[51]
- 2010년 7월 24일, 《세상을 바꾸는 퀴즈》의 청소년 출연자가 골반 댄스를 선보여 선정성 시비에 휩싸였다. 이날 현아가 춘 춤은 지상파 방송에선, 부적합한 선정성 넘치는 동작이 계속됐다는 것이다. 아직 미성년이 현아의 춤은 밤무대 쇼걸들이나 출 수 있는 농도짙은 선정성 시비 문제가 많다는 지적이 있었다.[52]
- 주말드라마 사랑찬가가 이모와 조카의 사랑이라는 근친상간 소재를 다루면서 논란이 일어나면서 시청자의 항의가 이어졌다.[53]
- 2010년 12월 28일 《MBC 뉴스데스크》는 ‘빙판길 교통사고 잇따라 발생’이라는 제하의 보도에서 서울 중랑구 신내동의 한 버스정류장에서 버스를 기다리던 사람이 눈길에 미끄러진 버스에 치여 숨졌다고 보도했다. MBC는 이 과정에서 사람이 버스에 치인 뒤 버스와 가로등 사이에 끼였다가 버스가 후진하는 순간 맥없이 쓰러지는 사망장면의 CCTV화면을 그대로 내보냈다. 이로 인해 시청자의 항의가 빗발쳤다.[54]

## 방송 사고
2005년 7월 30일 오후 4시 30분경 《음악캠프》에 출연한 인디밴드 럭스가 ‘지금부터 끝까지’라는 노래를 부르던 중 출연자 두 명이 갑자기 바지를 내리고 자신의 성기를 노출한 것이 2초 정도 그대로 노출됐다. 노래가 끝난 뒤 사과했으나 시청자들의 항의가 빗발치자 사과문을 올리고 해당 프로그램의 폐지를 결정했다.

## 편집 조작
- 2005년 6월 12일, 《파워TV》의 코너인 〈극기지왕〉에서 방송에서는 2박 3일간 잠자지 않기에 도전한다고 밝혔고 방송중 '합숙 40시간째' 등의 자막을 내보내 마치 2박 3일 촬영한 것처럼 보이도록 했다. 그러나 실제 촬영은 단지 1박 2일간 동안 촬영된 것으로 밝혀졌다.[56] 문화방송은 사과문을 발표하고 재미를 추구하는 오락프로그램이라 하더라도 사실을 속이는 것은 어떤 이유로든 용납될 수 없다며 시청자 여러분께 진심으로 죄송하다고 밝혔다.[57]

## 비리
- 2005년 8월 16일 서울경찰청 광역수사대는 네팔에 있는 한 인력송출업체 대표로부터 한국의 중소기업협동조합중앙회가 인정하는 인력송출업체로 지정받을 수 있도록 도와 달라는 부탁과 함께 1억3000여만원을 받은 혐의로 홍씨를 구속했는데 경찰은 특히 홍씨가 돈을 받은 네팔의 인력송출 업체와 경쟁관계에 있는 회사의 비리를 2003년 말 MBC 측에 제보했으며, 문화방송이 2004년 1월 관련 보도를 내보낸 사실을 확인했지만 문화방송에서는 사실이 아니라고 주장했다.[58] 결국 9월 2일 자체 조사를 통해 사실이라고 밝혀지면서 연루된 직원들을 해고, 근신 처분했다.[59]
- 《일요일 일요일밤에》의 고재형 MBC CP는 2005년 4월 소속 연예인 방송 출연 등을 대가로 우회상장 직전의 주식 2만주를 할인된 가격에 장외매수하고 또 다른 연예기획사들로부터 수천만원대의 금품을 챙긴 혐의로 구속되었다.[60]
- MBC 아침드라마 《그래도 좋아》에 대한 MBC, 제이투픽처스(외주제작사), MBC프로덕션 간 3자 이면계약서에 따르면 MBC는 제작에 참여하지도 않은 외주제작사를 공동제작자로 올려주는 대가로 4억원을 해당 외주제작사로부터 받았으며, 그 비용은 외주제작사가 협찬광고를 끌어와 회수하도록 한 것으로 나타났다. 이에 대해 현행 방송법으로 인해 MBC 등 거대 미디어 재벌이 외주제작사 및 해당회사 종업원들에게 사실상의 '노예계약'을 강요해왔음이 드러났으며, 당시 MBC 사장으로서 논란의 중심에 서 있던 최문순 의원이 현행 방송법을 사수하는 데에 있어서 최선봉에 서있다는 사실은 국민들의 눈살을 찌푸리게 할 수밖에 없는 부분이라고 지적했다.[61]
- MBC 공정방송노조는 “전대미문의 경영 위기 속에서 개인적·조직적 비리가 잇따라 터져 나오고 있는데도 회사는 수수방관하거나 오히려 은폐·축소하려는 움직임까지 보이고 있다”라고 주장했다. 이들은 “보도국 영상취재부의 장비 관리 직원이 상당한 양의 카메라 장비, 렌즈 등을 빼돌려 팔았던 사실이 적발돼 보도국장과 보도본부장에게 보고됐다”며 “하지만 발생한 지 한 달이 넘었는데도 아직까지 정확한 피해 사실도 확인되지 않은 채 당사자는 자취를 감췄다”라고 비판했다. 이어 “보도국 모 부장이 유명 드라마 작가와 어울리다 작가 이름으로 유흥 술집에서 상당한 액수의 술값을 떠넘긴 파렴치한 행적이 드러났다”면서 “참다못한 작가의 고발로 MBC 감사실도 이 같은 사실을 알았지만 어떤 조치도 취하지 않았다”라고 덧붙였다. 또 “보도국 영상취재부 소속의 기자 두 명이 각기 다른 여직원을 성추행한 소문도 구체적인 증거와 함께 떠돌고 있다”라고 주장했다.[62]

## 매출액
- 방송통신위원회가 발간한 산업실태 조사보고서 자료에 따르면 2007년 기준으로 MBC 서울 본사에는 1765명이 근무하고 있으며 SBS 서울 본사에는 884명이 근무하고 있다. MBC는 7770억원의 매출을 올렸고, SBS는 6353억원의 매출을 올렸다. 이에 대해 MBC의 인력은 SBS보다 2배 이상 많은데 매출액은 SBS와 큰 차이가 없다는 점을 들며, 이른바 '방만경영'을 했다는 지적이 있다. 이와 관련하여 SBS는 시장의 감시를 받고, KBS는 감사원의 감사를 받지만, 반면 MBC는 주식시장의 감시도, 감사원의 감사도 받지 않는다며 "MBC가 변화된 미디어 환경에서 새롭게 등장하는 신규 방송사업자들과 경쟁하기 위해서는 인력 구조를 비롯, 많은 부분에서 조정이 필요하다"라는 견해가 있다.[63][64]

## 계열국 강제 통폐합
문화방송에 김재철 사장이 취임한 후, 창원문화방송과 진주문화방송을 비롯한 몇개 계열방송국들을 강제로 통합하는 것을 추진하고 있다. 많은 반발에도 불구하고, 2011년 8월 8일 방송통신위원회에서는 결국 창원문화방송과 진주문화방송의 통합을 승인했다. 그러나 방송국 구성원들이나 지역주민들에게 제대로 된 설명도 없고 예의도 구하지 않은 채 독재적으로 추진되어 왔을 뿐만 아니라 방송권역이 넓어지면서 오히려 한쪽 권역에 대한 보도 등이 소홀해 질 수 있다는 이유로 서명운동이 일어나는 등 지역민들과 방송국 구성원들의 많은 반발이 일어났다. 그리고 현재 문화방송은 다른 전국 19개 제휴국의 지분을 50% 이상 소유하고 있는데, 방송법 8조 8항과 그 시행령 4조 7항에 따르면 지상파방송 사업자가 다른 지상파방송 주식지분의 7% 이상을 소유하거나 전체지상파방송사업자 수에 10% 초과하여 다른 지상파방송주식지분을 소유할 수 없다고 하나 문화방송만큼은 예외로 되어있다.
게다가 이 지분들은 문화방송이 자체적으로 얻은 것들도 아니고, 서로 각기 다른 회사로서 독자적으로 사업을 시작한 방송사들의 지분을 1980년 언론통폐합 당시 독재정권이 부당하게 빼앗으면서 어부지리로 얻어진 것이다. 이러한 문제들로 인해 이 통합에 많은 논란이 일고 있다.

## 창작동요제 폐지
문화방송은 2010년, 갑자기 김재철 사장이 들어오면서, 제28회를 끝으로 국내 최장수 동요 프로그램 'MBC 창작동요제'를 폐지한다고 밝혔다. 이후 동요단체와 학부모들이 반대하였지만 상업성이 없다는 이유로 결국 폐지되었다. 이에 대해서 상업성을 이유로 MBC 창작동요제를 폐지한 것은 공영방송으로서의 책무를 다하지 못한 것이라는 비판이 있다.

## 올림픽 중계 관련
- MBC는 2008년 베이징 하계 올림픽 개막식 중계 방송 도중에 대회 참가국 선수단이 입장하는 과정에서 케이맨 제도에 대해 "역외 펀드를 설립하는 조세 회피지로 유명한 곳", 차드에 대해 "아프리카의 죽은 심장, 대부분이 사막 기후", 수단에 대해 "오랜 내전 등으로 불안정", 투발루에 대해 "지구 최초의 지구 온난화 난민 국가", 영국령 버진아일랜드에 대해 "구글 창업자의 결혼식 장소", 짐바브웨에 대해 "살인적인 인플레이션", 키리바시에 대해 "지구 온난화로 섬이 가라앉고 있음"이라는 등 특정 국가 및 지역을 조롱·비하·모욕하는 자막을 달아서 논란이 되었다.[70][71][72][73] 또한 가나에 대해서는 성경에 등장하는 이스라엘의 가나안 지방을 혼동하여 "예수가 최초로 기적을 행한 곳"이라는 자막을 달아 물의를 일으켰다.[74] 이 때문에 MBC는 방송통신심의위원회로부터 주의 수준의 중징계를 받았다.[75]
- 2018년 평창 동계 올림픽 개막식 중계 방송 도중에 MBC 해설위원으로 나선 희극인 김미화는 "2018년 평창 동계 올림픽이 잘 안되길 바랐던 분들도 계실 텐데 그분들은 평창에 내린 눈이 진짜 다 녹을 때까지 손들고 서 계셔야 합니다.", "아프리카 선수들은 지금 눈이라고는 구경도 못 해봤을 것 같은데요."와 같이 부적절한 발언을 하여 논란이 되기도 했다.[76] 또한 김미화는 자신의 SNS에 자신에 대한 비판을 회피하는 듯한 사과 메시지를 올려 시청자들의 비판을 받았다.[77]
- MBC는 2021년 7월 23일에 열린 2020년 도쿄 하계 올림픽 개막식 중계 방송 도중에 대회 참가국 선수단이 입장하는 과정에서 특정 국가 및 지역을 조롱·비하·모욕하는 사진과 자막, 불필요한 1인당 GDP·코로나19 백신 접종률 자막을 달아서 논란이 되었다. 특히 우크라이나에 대해 체르노빌 원자력 발전소 사고 현장 사진을, 엘살바도르에 대해 비트코인 거래소 사진을, 아이티에 대해 "대통령 암살 사건으로 정국은 안갯속"이라는 자막과 폭동 현장 사진을, 마셜 제도에 대해 "한때 미국의 핵실험장"이라는 자막을, 시리아에 대해 "10년째 진행 중인 내전"이라는 자막을, 나우루에 대해 "인광석 고갈로 인한 경제 타격", 필리핀에 대해 "복싱 영웅 매니 파키아오와 로드리고 두테르테 대통령의 정치 대결"이라는 자막을 달았다.[78] 그 외에 루마니아에 대해 드라큘라 사진을, 아프가니스탄에 대해 마약의 원료인 양귀비를 운반하는 당나귀 사진을, 도미니카 공화국에 대해 금지 약물 사용 혐의로 징계를 받았던 야구 선수인 데이비드 오르티스 사진을, 팔레스타인에 대해 이스라엘이 요르단강 서안 지구에 세운 분리 장벽 사진을, 노르웨이에 대해서는 연어 사진을, 이탈리아에 대해서는 피자 사진을, 멕시코에 대해서는 타코 사진을, 일본에 대해서는 초밥 사진을 소개하여 논란이 되었다. 또한 인도네시아의 위치를 말레이시아 사라왁주에 표시했고 칠레에 대해 스페인에 위치한 카미노데산티아고(산티아고 순례길)로 익숙하다는 중계진의 멘트를 송출했다. MBC의 이러한 행동은 몇몇 외신들에도 소개되어 '나라 망신'이라는 조롱의 대상이 되고 말았다.[73][79][80][81][82] 또한 러시아 출신의 방송인인 일리야 벨랴코프는 자신의 트위터에서 "대한민국 선수단이 입장할 때 세월호 침몰 사고 현장 사진을, 미국 선수단이 입장할 때 9·11 테러 현장 사진을 사용했어야 했다."고 비판했다.[83][84] 결국 MBC는 개막식 중계 방송 말미에 사과 자막을 송출했으며 공식 홈페이지에 한국어와 영어로 된 사과문을 게재했다.[85]
  - 여기에 그치지 않고 MBC는 개막식에서 선수단이 입장할 때 국가 비하 논란이 발생한 지 이틀 만인 7월 25일에 대한민국이 루마니아와 대결하는 B조 예선 축구 경기에서 전반전이 끝난 뒤 광고 화면 우상단에 황의조가 이동준의 크로스를 받는 과정에서 전반전 27분경에 자책골을 넣어 실점을 얻은 루마니아의 마리우스 마린 선수를 조롱하는 듯한 자막을 넣어 논란을 일으켰다. 문제의 자막은 전반전이 끝난 뒤 광고 화면 우상단에 있는 점수판 밑에 검은 바탕에 흰 글자로 "고마워요 마린"이라고 적혀 있다는 것이다. 이 논란으로 인해 MBC는 또다시 '나라 망신'이라는 조롱을 받았다.[86][87] 결국 박성제 MBC 사장이 7월 26일에 서울 마포구 상암동에 위치한 MBC 경영센터에서 대국민 온라인 기자회견 형식을 통해 "전 세계적인 코로나19 재난 상황 속에서 방송 도중에 세계인의 우정, 연대, 화합이라는 올림픽 정신을 훼손시킨 점에 대해 사과를 드린다."는 성명을 발표했다.[88][89][90] 하지만 박성제 MBC 사장의 사과 당일에 안창림 선수가 남자 유도 -73kg급에서 아제르바이잔의 뤼스탬 오루조프를 누르고 동메달을 획득한 것에 대해 MBC 캐스터가 "우리가 원했던 메달 색은 아니지만"이라고 발언한 사실이 드러나 논란이 되었는데 유도 선수 출신인 조준호 해설위원이 "동메달만으로도 소중한 결과였다."고 반박했다.[91][92][93] 이에 대해 MBC는 안창림 선수를 격려하기 위한 차원에서 나온 멘트였다고 해명했다.[94]
  - MBC는 엠빅뉴스의 유튜브 채널에서 7월 31일에 열린 대한민국과 일본의 여자 배구 경기가 끝난 뒤에 가진 김연경 선수와의 인터뷰 도중에 기자가 "한일전이었는데요, 국민들에게 희망을 주셨는데?"라고 질문하자 김연경이 "더 뿌듯하네요."라고 말하는 장면에 "축구, 야구 졌고 배구만 이겼는데?"라는 자막을 넣었다가 네티즌들의 항의를 받았다. 이에 엠빅뉴스는 자막을 블러 처리했으나 결국 삭제했으며 전체 원본 영상을 업로드했다. 이에 MBC는 "기자의 질문을 축약해서 정리하는 과정에서 오해의 소지가 있었다는 지적을 받았다."고 해명했다.[95][96]
- MBC는 8월 9일에 방송 콘텐츠 신뢰 회복 차원에서 외부 인사가 참여하는 'MBC 공공성 강화 위원회'를 설치하여 방송 제작 시스템을 개선하겠다고 밝혔다.[97] MBC는 8월 23일에 '도쿄 올림픽 관련 조사위원회'를 열고 조사 결과를 발표했다. MBC는 방송 사고의 원인을 "인권·상대 국가 존중과 같은 방송의 공적 가치와 규범 의식 미흡, 방송 심의 규정 등 관련 규정·과거 사례에 대한 교육 부족, 올림픽과 같은 대규모 국제 행사의 중계 방송 가이드라인과 검수 시스템 미비, 중계 방송 제작 준비 일정 부족" 등을 지적했다. MBC는 송민근 스포츠국장에 대해 경질을 명령했고 조능희 MBC플러스 사장·황승욱 스포츠 담당 이사에 경고 조치를 내렸다. 또한 민병우 보도본부장은 방송 사고의 책임을 지고 자진 사퇴했다.[97] 방송통신심의위원회는 9월 9일에 방송심의소위원회를 열고 MBC에 대한 의견 진술을 통해 신속하고 규모가 큰 후속 조치를 고려하여 행정 지도에 해당하는 권고 조치를 내렸다. 하지만 일부 심의위원은 MBC에 경고를 주어야 한다는 소수 의견을 내고 퇴장하기도 했다.[98]

## 정권 관련
- 이명박 전 대통령은 2007년 대선 당시 MBC를 민영화 하겠다는 발언을 해 논란이 일었으며 이명박 정부 시절 취임한 김재철 사장은 이명박 대통령의 낙하산 출신이라는 비판을 받았다.

## 참고 자료
- 방송 제재 1위 MBC “대기업 진출 땐 프로그램 질 저하” 주장 보관됨 2025-01-10 - 웨이백 머신
- "병풍(兵風)<2002년>보다 BBK<2007년>때 편파방송 심했다"

## 같이 보기
- 문화방송
- 한국방송공사에 대한 비판
- SBS에 대한 비판
- 조선일보에 대한 비판
- 오마이뉴스에 대한 비판